# Castillo de Eljas
El castillo de Eljas (Castelu D'as Ellas en la fala) es una fortaleza situada en la localidad del mismo nombre en la sierra de Gata, provincia de Cáceres, Extremadura.

## Historia
El castillo fue construido durante el siglo XV, siendo posteriormente reformado en el XVI. Fue un enclave estratégico en el siglo XVII durante la guerra con Portugal en el transcurso de la cual quedó parcialmente destruido. Anteriormente había tenido una importancia muy destacada como sede de una de las encomiendas de la Orden de Alcántara. 

### Conservación
A partir del siglo XVIII llegó su progresiva decadencia que lo llevaron a un estado de ruina por su lamentable estado de conservación. En 2005 las autoridades locales, en cuyas manos recae la propiedad del mismo, invirtieron cerca de 80.000 euros en su consolidación y restauración. Hoy aún se pueden apreciar dos torres y parte de la muralla de lo que fue el conjunto original.
El castillo fue declarado Monumento Histórico Artístico en 1970 y se encuentra bajo la protección de la Declaración genérica del Decreto de 22 de abril de 1949, y la Ley 16/1985 sobre el Patrimonio Histórico Español.  En 2022 fue declarado bien de interés cultural, con la categoría de monumento.